# Abella av Castellomata
Abella, även kallad Abella av Salerno och Abella av Castellomata, född cirka 1380, var en italiensk läkare. 
Hon förmodas ha tillhört den inflytelserika familjen Castellomata. 
Hon studerade vid universitetet i Salerno. Hon utgav två verk och specialiserade sig på embryologi. Hon uppges även ha föreläst vid skolan. 
Hon räknas till en av de så kallade damerna i Salerno.